# Germaine Dulac
Germaine Dulac (Amiens, 1882. november 17. – Párizs, 1942. július 20.) francia filmrendezőnő, forgatókönyvíró, filmproducer.

## Életpályája
Előbb újságíró és kritikus volt, színdarabokat írt, és mint konferanszié is bemutatkozott. Olaszországi és franciaországi technikai tanulmányai után 1915-ben kezdett hivatásszerűen filmrendezéssel foglalkozni. 1939–1940 között a Pathé Journal, a France Actualités Gaumont és a Le Cinéma au Service de l'Historie híradószolgálat alapítója, vezetője, továbbá a Ciné (Film) klubok hálózatának elnöke volt.

### Munkássága
Az avantgardista irányzat számottevő képviselője; szürrealista munkáival (A kagyló és a lelkész; 1928) és lélekábrázolásának érzékenységével tűnt ki. Kísérleti filmjei során megpróbálta a zenei hangzást a képi kifejezéssel összehangolni (Lemez 957; 1928, Témák és variációk; 1928, stb.). Elméleti tevékenysége is említésre méltó.

## Magánélete
1905–1920 között Marie-Louis Albert-Dulac volt a férje.

## Filmrendezései
- A viszálykodó nővérek (Les soeurs ennemies) (1915)
- A rejtélyes Geo (Géo, le mystérieux) (1917)
- A cigaretta (Les soeurs ennemies) (1919)
- Spanyol ünnep (1920)
- A nap halála (La mort du soleil) (1922)
- Mosolygós Madame Beudet (1923) (forgatókönyvíró is)
- Ördög a városban (Le diable dans la ville) (1924)
- Művészlélek (Âme d'artiste) (1924; Alexandre Volkoff-val) (forgatókönyvíró is)
- A bátrak bolondsága (La folie des vaillants) (1926)
- Antoinette Sabrier (1927) (forgatókönyvíró is)
- Meghívás utazásra (L'invitation au voyage) (1927) (filmproducer és forgatókönyvíró is)
- A kagyló és a lelkész (1928) (filmproducer és forgatókönyvíró is)
- Témák és variációk (Thèmes et variations) (1928)
- Lemez 957 (Disque 957) (1928)